# Formula Chevrolet
La Formula Chevrolet è stata una serie automobilistica per giovani piloti in Brasile tra il 1995 e il 2001, basata sulla Formula Opel diffusa in Europa.
A partire dal 2002 si è trasformata in Formula 4.